# Yahoo! Questions/Réponses
Pour les articles homonymes, voir QR.
 (octobre 2021).
Si vous disposez d'ouvrages ou d'articles de référence ou si vous connaissez des sites web de qualité traitant du thème abordé ici, merci de compléter l'article en donnant les références utiles à sa vérifiabilité et en les liant à la section « Notes et références ».
Yahoo! Questions/Réponses (en anglais Yahoo! Answers), couramment connu sous le sigle Q/R, est un service communautaire collaboratif dans lequel les membres proposent des réponses aux questions posées par d'autres.
Il s'agit d'un service du portail Yahoo! qui a été lancé en décembre 2005 aux États-Unis, en 2006 en France. Le service a fermé le 4 mai 2021.

## Principe
Un membre pose une question dans une catégorie (il en existe vingt-six), la question est alors ouverte et les autres membres peuvent proposer chacun une réponse et également évaluer les autres réponses proposées. L'auteur de la question peut clore la question, au moins une heure après la publication, en choisissant une des réponses comme étant la meilleure à son avis. S'il ne le fait pas, au bout de quatre jours (si la question n'a pas été prolongée, ou huit jours si la question a été prolongée par l'auteur) un vote est finalement organisé et chaque membre peut apporter sa voix à la réponse qu'il juge la meilleure.
Il n'existe pas de nombre minimal de voix requis, et on peut constater en lisant les questions résolues que certaines réponses choisies l'ont été par une seule voix.

## Points et niveaux
Afin d'encourager la participation et de récompenser les meilleures réponses, Yahoo! Questions/Réponses intègre un système de points et de niveaux. Le nombre de points d'un membre dépend de ce qu'il fait. Bien que ces points ne puissent être utilisés ni échangés, ils permettent de se faire une idée du degré d'implication et de contribution de chaque membre.
Le compte d'un membre peut être révoqué sans préavis ni explications, et entraîne de ce fait également de la perte de son compte de courrier et de tous les dossiers d'archives afférents, ce qui peut avoir des conséquences parfois graves (facture, billet électronique...).

## Modération
D'une modération par les pairs encadrée par une équipe de vigilance, Yahoo! Q/R est passé depuis 2008 à une pure modération par les pairs, où un système de points permet de moduler l'influence des usagers qui signalent des abus. L'avantage en est une totale autonomie du système et une grande réactivité de la modération. Le désavantage est une favorisation mécanique des usagers les plus assidus, quelle que soit leur position éthique. Le grand désavantage est que quelques membres organisés parviennent à organiser une censure, de fait, où toutes les questions avec lesquelles ils sont en désaccord sont impitoyablement supprimées.
Ce système provoque l'incompréhension d'une grande partie de la communauté, en censurant des réponses parfois bénignes, mais ne convenant pas à l'auteur d'une question, tout en laissant en ligne des propos que quelques-uns estimeraient, à tort ou à raison, moralement inacceptables, voire sanctionnables pénalement (propos méprisants, incitation à la haine raciale ou autre, avatars représentant une croix gammée, homophobie, tolérance envers des religions niant les droits de l'homme…).

## Vie privée
Une fois fermée, la question écrite ne peut plus être supprimée et ce parfois a l’insu de celui qui l'a posée. Ce problème est rencontré par un grand nombre d'utilisateurs. Le sujet reste encore assez tabou sur le site[Quoi ?].

## Langues
On trouve Yahoo Questions/Réponses dans diverses langues, et au sein d'une langue, pour différents pays :
- allemand,
- anglais (Australie, Canada, États-Unis, Inde, Malaisie, Nouvelle-Zélande, Philippines, Royaume-Uni, Singapour),
- chinois (Chine, Hong Kong),
- coréen,
- espagnol (Argentine, Espagne,États-Unis, Mexique),
- français (France, Québec, Afrique francophone)
- indonésien,
- italien,
- japonais,
- portugais (Brésil),
- taïwanais,
- thaïlandais,
- vietnamien.

## Modèle économique
Utilisable gratuitement, s'appuyant sur du contenu généré par les utilisateurs (par le moyen de la production participative), ceci favorisant la production de contenu à faible coût, pour ensuite afficher de publicité en ligne, en 2006 le modèle économique de Yahoo Q&R est relativement flou, « L'idée de Yahoo est d'attirer et de fidéliser de nouveaux utilisateurs pour pouvoir les orienter vers des offres dotées d'un modèle économique plus établi. » Dans une interview en 2006 du directeur de Yahoo France, une phrase significative : « Nous voulons faire entrer les internautes dans le magasin Yahoo » 

## Concurrents
- Answers.com
- Comment ça marche (rubrique forum)
- Quoi.info
- Google Answers (fermé en 2006)
- Lycos iQ (fermé en 2009)
- Quora

## Fermeture du site
Le 5 avril 2021, les administrateurs de Yahoo annoncent la fermeture de Yahoo Questions Réponses pour le 4 mai 2021. La fin était programmée à minuit (GMT +4), mais en France (GMT +2) elle fut effective le lendemain vers 5 h 0.
La dernière question a été postée par le participant Spirit of Rebellion à  4h59min50sec, elle remercie Yahoo Questions Réponses pour toutes ces connaissances acquises et partagées durant quinze années.